# Claudia Conte
Claudia Conte (14 de noviembre de 1999) es una deportista de España que compite en atletismo. Ganó una medalla de plata en el Campeonato Europeo de Atletismo Sub-23 de 2021, en la prueba de heptatlón.

## Competiciones internacionales
| Representando a España \| Año \| Competición \| Sede \| Puesto \| Prueba \| Marca \| \| ---- \| -------------------------------------- \| ----------------------- \| ---------------- \| --------- \| -------------- \| \| 2018 \| Campeonato del Mundo Sub-20 \| Tampere (Finlandia) \| 10.º \| Heptatlón \| 5590 pts [n 1] \| \| 2019 \| Campeonato de Europa Sub-23 \| Gävle (Suecia) \| 9.º \| Heptatlón \| 5677 pts \| \| 2021 \| Campeonato de Europa Sub-23 \| Tallin (Estonia) \| Medalla de plata \| Heptatlón \| 6186 pts \| \| 2022 \| Campeonato de Europa en Pista Cubierta \| Belgrado (Serbia) \| 6.º \| Pentatlón \| 4499 pts \| \| 2022 \| Campeonato del Mundo \| Eugene (Estados Unidos) \| 9.º \| Heptatlón \| 6194 pts \| \| 2022 \| Campeonato de Europa \| Eugene (Estados Unidos) \| DNF \| Heptatlón \| -- \| | Representando a España \| Año \| Competición \| Sede \| Puesto \| Prueba \| Marca \| \| ---- \| -------------------------------------- \| ----------------------- \| ---------------- \| --------- \| -------------- \| \| 2018 \| Campeonato del Mundo Sub-20 \| Tampere (Finlandia) \| 10.º \| Heptatlón \| 5590 pts [n 1] \| \| 2019 \| Campeonato de Europa Sub-23 \| Gävle (Suecia) \| 9.º \| Heptatlón \| 5677 pts \| \| 2021 \| Campeonato de Europa Sub-23 \| Tallin (Estonia) \| Medalla de plata \| Heptatlón \| 6186 pts \| \| 2022 \| Campeonato de Europa en Pista Cubierta \| Belgrado (Serbia) \| 6.º \| Pentatlón \| 4499 pts \| \| 2022 \| Campeonato del Mundo \| Eugene (Estados Unidos) \| 9.º \| Heptatlón \| 6194 pts \| \| 2022 \| Campeonato de Europa \| Eugene (Estados Unidos) \| DNF \| Heptatlón \| -- \| | Representando a España \| Año \| Competición \| Sede \| Puesto \| Prueba \| Marca \| \| ---- \| -------------------------------------- \| ----------------------- \| ---------------- \| --------- \| -------------- \| \| 2018 \| Campeonato del Mundo Sub-20 \| Tampere (Finlandia) \| 10.º \| Heptatlón \| 5590 pts [n 1] \| \| 2019 \| Campeonato de Europa Sub-23 \| Gävle (Suecia) \| 9.º \| Heptatlón \| 5677 pts \| \| 2021 \| Campeonato de Europa Sub-23 \| Tallin (Estonia) \| Medalla de plata \| Heptatlón \| 6186 pts \| \| 2022 \| Campeonato de Europa en Pista Cubierta \| Belgrado (Serbia) \| 6.º \| Pentatlón \| 4499 pts \| \| 2022 \| Campeonato del Mundo \| Eugene (Estados Unidos) \| 9.º \| Heptatlón \| 6194 pts \| \| 2022 \| Campeonato de Europa \| Eugene (Estados Unidos) \| DNF \| Heptatlón \| -- \| | Representando a España \| Año \| Competición \| Sede \| Puesto \| Prueba \| Marca \| \| ---- \| -------------------------------------- \| ----------------------- \| ---------------- \| --------- \| -------------- \| \| 2018 \| Campeonato del Mundo Sub-20 \| Tampere (Finlandia) \| 10.º \| Heptatlón \| 5590 pts [n 1] \| \| 2019 \| Campeonato de Europa Sub-23 \| Gävle (Suecia) \| 9.º \| Heptatlón \| 5677 pts \| \| 2021 \| Campeonato de Europa Sub-23 \| Tallin (Estonia) \| Medalla de plata \| Heptatlón \| 6186 pts \| \| 2022 \| Campeonato de Europa en Pista Cubierta \| Belgrado (Serbia) \| 6.º \| Pentatlón \| 4499 pts \| \| 2022 \| Campeonato del Mundo \| Eugene (Estados Unidos) \| 9.º \| Heptatlón \| 6194 pts \| \| 2022 \| Campeonato de Europa \| Eugene (Estados Unidos) \| DNF \| Heptatlón \| -- \| | Representando a España \| Año \| Competición \| Sede \| Puesto \| Prueba \| Marca \| \| ---- \| -------------------------------------- \| ----------------------- \| ---------------- \| --------- \| -------------- \| \| 2018 \| Campeonato del Mundo Sub-20 \| Tampere (Finlandia) \| 10.º \| Heptatlón \| 5590 pts [n 1] \| \| 2019 \| Campeonato de Europa Sub-23 \| Gävle (Suecia) \| 9.º \| Heptatlón \| 5677 pts \| \| 2021 \| Campeonato de Europa Sub-23 \| Tallin (Estonia) \| Medalla de plata \| Heptatlón \| 6186 pts \| \| 2022 \| Campeonato de Europa en Pista Cubierta \| Belgrado (Serbia) \| 6.º \| Pentatlón \| 4499 pts \| \| 2022 \| Campeonato del Mundo \| Eugene (Estados Unidos) \| 9.º \| Heptatlón \| 6194 pts \| \| 2022 \| Campeonato de Europa \| Eugene (Estados Unidos) \| DNF \| Heptatlón \| -- \| | Representando a España \| Año \| Competición \| Sede \| Puesto \| Prueba \| Marca \| \| ---- \| -------------------------------------- \| ----------------------- \| ---------------- \| --------- \| -------------- \| \| 2018 \| Campeonato del Mundo Sub-20 \| Tampere (Finlandia) \| 10.º \| Heptatlón \| 5590 pts [n 1] \| \| 2019 \| Campeonato de Europa Sub-23 \| Gävle (Suecia) \| 9.º \| Heptatlón \| 5677 pts \| \| 2021 \| Campeonato de Europa Sub-23 \| Tallin (Estonia) \| Medalla de plata \| Heptatlón \| 6186 pts \| \| 2022 \| Campeonato de Europa en Pista Cubierta \| Belgrado (Serbia) \| 6.º \| Pentatlón \| 4499 pts \| \| 2022 \| Campeonato del Mundo \| Eugene (Estados Unidos) \| 9.º \| Heptatlón \| 6194 pts \| \| 2022 \| Campeonato de Europa \| Eugene (Estados Unidos) \| DNF \| Heptatlón \| -- \| |
| Año | Competición | Sede | Puesto | Prueba | Marca |
| --- | --- | --- | --- | --- | --- |
| 2018 | Campeonato del Mundo Sub-20 | Tampere (Finlandia) | 10.º | Heptatlón | 5590 pts |
| 2019 | Campeonato de Europa Sub-23 | Gävle (Suecia) | 9.º | Heptatlón | 5677 pts |
| 2021 | Campeonato de Europa Sub-23 | Tallin (Estonia) | Medalla de plata | Heptatlón | 6186 pts |
| 2022 | Campeonato de Europa en Pista Cubierta | Belgrado (Serbia) | 6.º | Pentatlón | 4499 pts |
| 2022 | Campeonato del Mundo | Eugene (Estados Unidos) | 9.º | Heptatlón | 6194 pts |
| 2022 | Campeonato de Europa | Eugene (Estados Unidos) | DNF | Heptatlón | -- |

1. ↑  En categoría sub-20.

## Marcas personales
| Prueba                  | Marca                                                                     | Viento | Lugar     | Fecha               |
| ----------------------- | ------------------------------------------------------------------------- | ------ | --------- | ------------------- |
| 100 metros vallas       | 13.65                                                                     | + 1.4  | Eugene    | 17 de julio de 2022 |
| Salto de altura         | 1.88                                                                      | —      | Arona     | 16 de junio de 2021 |
| Lanzamiento de peso     | 12.99                                                                     | —      | Arona     | 5 de junio de 2021  |
| 200 metros              | 24.77                                                                     | + 1.5  | Eugene    | 17 de julio de 2022 |
| Salto de longitud       | 6.33                                                                      | + 1.5  | Castellón | 16 de junio de 2022 |
| Lanzamiento de jabalina | 49.89                                                                     | —      | Getafe    | 26 de junio de 2021 |
| 800 metros              | 2:09.33                                                                   | —      | Arona     | 16 de junio de 2021 |
| Heptatlón               | 6194 (13.65/+1.4 - 1.86 - 12.46 - 24.77/+1.5 6.00/+2.0 - 44.69 - 2:14.14) | —      | Eugene    | 18 de julio de 2022 |

| Prueba              | Marca                                       | Lugar    | Fecha                 |
| ------------------- | ------------------------------------------- | -------- | --------------------- |
| 60 metros vallas    | 8.59                                        | Orense   | 25 de febrero de 2022 |
| Salto de altura     | 1.83                                        | Belgrado | 18 de marzo de 2022   |
| Lanzamiento de peso | 12.73                                       | Belgrado | 18 de marzo de 2022   |
| Salto de longitud   | 6.13                                        | Belgrado | 18 de marzo de 2022   |
| 800 metros          | 2:12.73                                     | Aubière  | 30 de enero de 2022   |
| Pentatlón           | 4499 (8.62 - 1.83 - 12.73 - 6.13 - 2:15.00) | Belgrado | 18 de marzo de 2022   |